# Ernesto Franco
Ernesto Franco (Genova, 11 agosto 1956 – Genova, 10 settembre 2024) è stato uno scrittore, dirigente d'azienda e ispanista italiano.

## Biografia
Laureatosi in lettere all'Università di Genova, lavorò presso le case editrici Marietti e Garzanti, e insegnò alle università di Genova e Siena. Studioso della cultura ispano-americana, curò e/o tradusse opere di Jorge Luis Borges, Julio Cortázar, Álvaro Mutis, Octavio Paz, Ernesto Sabato, Mario Vargas Llosa; curò inoltre l'Antologia della letteratura fantastica con testi di Borges, Silvina Ocampo, Adolfo Bioy Casares (Torino, Einaudi, 2007). 
Dal 1998 fino alla morte, avvenuta dopo una lunga malattia nel settembre 2024, fu ininterrottamente direttore editoriale della Einaudi; nel 2011 aveva assunto anche la carica di direttore generale della casa editrice torinese. 
Nel 1999, con Vite senza fine, vinse il Premio Viareggio.

## Opere

### Narrativa
- Isolario, collana I Coralli n.9, Torino, Einaudi, 1994, ISBN 978-88-061-3520-1.
- Vite senza fine, collana I Coralli n.107, Torino, Einaudi, 1999, ISBN 978-88-061-5164-5. - collana ET. Scrittori, Einaudi, 2020, ISBN 978-88-062-4523-8.
- Nostro mostro Moby Dick, collana Storie in 32°, Napoli, Libreria Dante & Descartes, 2003, ISBN 978-88-881-4238-8.
- Usodimare. Un racconto per voce sola, collana Nugae n.137, Genova, Il Nuovo Melangolo, 2007, ISBN 978-88-701-8628-4.
- Donna cometa, collana Poesia n.72, Roma, Donzelli, 2020, ISBN 978-88-552-2033-0.
- Storie fantastiche di isole vere, collana Frontiere, Torino, Einaudi, 2024, ISBN 978-88-062-6392-8.
- Sono stato, collana Supercoralli, Torino, Einaudi, 2025, ISBN 978-88-062-6513-7.

### Poesie
- Lontano io, Collezione di poesia, Torino, Einaudi, 2024, ISBN 978-88-062-6488-8.

### Curatele
- Julio Cortázar, I racconti, Biblioteca della Pléiade, Torino, Einaudi, 1994, ISBN 978-88-446-0022-8. - Collana ET Biblioteca, Einaudi, 2014, ISBN 978-88-062-2044-0.
- AA.VV., L'amicizia, Collana Einaudi Tascabili. Biblioteca, Torino, Einaudi, 2024, ISBN 978-88-061-9163-4. [contiene scritti di: Aristotele, Platone, Epicuro, Luciano di Samosata, Cicerone, Seneca, Bacone, Montaigne, La Bruyere, Kant, Voltaire, Nietzsche, Emerson, Kracauer]
- Octavio Paz, Opere, Collezione I Meridiani, Milano, Mondadori, 2024.